# Heranoshøi
De Heranoshøi is een berg behorende bij de gemeente Lom in de provincie Oppland in Noorwegen. De berg, gelegen in Nationaal park Jotunheimen, heeft een hoogte van 1666 meter.
De Heranoshøi is onderdeel van het gebergte Jotunheimen.